# Nationaal park Salonga
Het nationaal park Salonga is een nationaal park en beschermd natuurgebied in de centrale Congolese laaglandbossen, gelegen in de vallei van de Kongo in de Congo-Kinshasa. Het park werd in 1970 opgericht, uitgestrekt over gedeeltes van de provincies Bandundu, West-Kasaï en de Evenaarsprovincie en gelokaliseerd rond het gemeenschappelijk grenspunt van deze drie provincies.  Met een oppervlakte van 36.000 km², is het park alleen al groter dan de oppervlakte van de voormalige koloniale bezetter van Congo, België. Het park is het grootste natuurreservaat in het Afrikaans tropisch regenwoud, het op een na grootste regenwoud ter wereld. Het is de enige resterende habitat van de in 1935 ontdekte bonobo's (ook dwergchimpansees), een bedreigde mensapensoort en van de Dryasmeerkatten of Salongameerkatten, een bedreigde soort meerkatten. Het is eveneens de habitat van Tshuapa rode franjeapen, Congopauwen, bosolifanten en pantserkrokodillen.
Het natuurpark werd in 1984 bij de 8e sessie van de Commissie voor het Werelderfgoed door de UNESCO erkend als werelderfgoed en toegevoegd aan de werelderfgoedlijst. De toestand in het park bleef de commissie zorgen baren en in 1999 werd het park toegevoegd aan de lijst van bedreigd werelderfgoed. Het gebied, dat beheerd wordt door het Congolees Instituut voor Natuurbehoud (ICCN), is voortdurend ten prooi aan wildstroperij en plunderingen. De beperkte groep parkwachters kent grote aantallen deserteurs.
Het park is door de beperkte transportinfrastructuur in Congo bijzonder ontoegankelijk, en kan tegenwoordig enkel nog over het water, langs de Kongo bereikt worden.
Op 30 juni 2018 besloot de Congolese regering de exploitatie van olieboringen in het park door een commissie te laten onderzoeken. De autoriteiten besloten daarom een deel van het park declasseren. Gelijktijdig ging de regering over tot gedeeltelijke deklassering voor eventuele olieboringen in het Nationaal Park Virunga. In juli 2021 werd het park weer van de lijst van bedreigd erfgoed gehaald, omdat volgens de leden van de UNESCO genoeg beschermde maatregelen zijn genomen voor het natuurlijk erfgoed.